# اولدبرو
اولدبرو (به انگلیسی: Oldberrow) یک روستا و محله مدنی در بریتانیا است که در Stratford-on-Avon واقع شده‌است. اولدبرو ۱۵۳ نفر جمعیت دارد.